# Campionati europei di corsa in montagna 2008
I XIV Campionati europei di corsa in montagna si sono disputati a Zell am Harmersbach, in Germania, il 12 luglio 2008 con il nome di European Mountain Running Trophy 2008. Il titolo maschile è stato vinto da Ahmet Arslan, quello femminile da Elisa Desco.

## Uomini seniores
Individuale
| Pos.    | Atleta             | Nazione    | Tempo  |
| ------- | ------------------ | ---------- | ------ |
| Oro     | Ahmet Arslan       | Turchia    | 50'01" |
| Argento | Bernard Dematteis  | Italia     | 50'29" |
| Bronzo  | Marco De Gasperi   | Italia     | 50'57" |
| 4       | Jose Gaspar        | Portogallo | 51'09" |
| 5       | Julien Rancon      | Francia    | 51'13" |
| 6       | Marco Gaiardo      | Italia     | 51'22" |
| 7       | Gabriele Abate     | Italia     | 51'33" |
| 8       | Mitja Kosovelj     | Slovenia   | 51'39" |
| 9       | Javier Crespo      | Spagna     | 51'46" |
| 10      | Cristofol Castaner | Spagna     | 51'51" |

Squadre
| Pos.    | Squadra | Punti |
| ------- | ------- | ----- |
| Oro     | Italia  | 11    |
| Argento | Spagna  | 32    |
| Bronzo  | Francia | 32    |

## Uomini juniores
Individuale
| Pos.    | Atleta          | Nazione  | Tempo  |
| ------- | --------------- | -------- | ------ |
| Oro     | Hasan Pak       | Turchia  | 35'23" |
| Argento | Alper Demir     | Turchia  | 35'58" |
| Bronzo  | Emrah Akalin    | Turchia  | 36'09" |
| 4       | Rene Stöckert   | Germania | 36'27" |
| 5       | Adem Karatas    | Turchia  | 36'46" |
| 6       | Xavier Chevrier | Italia   | 37'04" |
| 7       | Mark Tolstikhin | Russia   | 37'16" |
| 8       | Candide Pralong | Svizzera | 37'18" |
| 9       | Luca Re         | Italia   | 37'39" |
| 10      | Peter Oblak     | Slovenia | 37'44" |

Squadre
| Pos.    | Squadra | Punti |
| ------- | ------- | ----- |
| Oro     | Turchia | 6     |
| Argento | Italia  | 31    |
| Bronzo  | Russia  | 32    |

## Donne seniores
Individuale
| Pos.    | Atleta               | Nazione     | Tempo  |
| ------- | -------------------- | ----------- | ------ |
| Oro     | Elisa Desco          | Italia      | 40'00" |
| Argento | Constance Devillers  | Francia     | 40'18" |
| Bronzo  | Sarah Tunstall       | Inghilterra | 40'48" |
| 4       | Mateja Kosovelj      | Slovenia    | 41'20" |
| 5       | Victoria Wilkinson   | Inghilterra | 41'28" |
| 6       | Bernadette Meier     | Svizzera    | 41'31" |
| 7       | Isabelle Guillot     | Francia     | 41'49" |
| 8       | Maria Grazia Roberti | Italia      | 41'54" |
| 9       | Katie Ingram         | Inghilterra | 42'00" |
| 10      | Milka Mihaylova      | Bulgaria    | 42'04" |

Squadre
| Pos.    | Squadra     | Punti |
| ------- | ----------- | ----- |
| Oro     | Inghilterra | 17    |
| Argento | Francia     | 21    |
| Bronzo  | Italia      | 22    |

## Donne juniores
Individuale
| Pos.    | Atleta               | Nazione     | Tempo  |
| ------- | -------------------- | ----------- | ------ |
| Oro     | Maria Bykova         | Russia      | 21'50" |
| Argento | Esra Gullu           | Turchia     | 22'00" |
| Bronzo  | Tatiana Prorokova    | Russia      | 22'46" |
| 4       | Natalia Strzelecka   | Polonia     | 22'54" |
| 5       | Hannah Bateson       | Inghilterra | 23'31" |
| 6       | Cansu Turan          | Turchia     | 23'45" |
| 7       | Hulya Ongun          | Turchia     | 23'46" |
| 8       | Katerina Berouskova  | Rep. Ceca   | 23'46" |
| 9       | Anastasia Mikhaylova | Russia      | 23'48" |
| 10      | Helen Wolfson        | Israele     | 23'50" |

Squadre
| Pos.    | Squadra     | Punti |
| ------- | ----------- | ----- |
| Oro     | Russia      | 4     |
| Argento | Turchia     | 8     |
| Bronzo  | Inghilterra | 17    |

## Medagliere
| Posizione | Paese       | Oro | Argento | Bronzo | Totale |
| --------- | ----------- | --- | ------- | ------ | ------ |
| 1         | Turchia     | 3   | 3       | 1      | 7      |
| 2         | Italia      | 2   | 2       | 2      | 6      |
| 3         | Russia      | 2   | 0       | 2      | 4      |
| 4         | Inghilterra | 1   | 0       | 2      | 3      |
| 5         | Francia     | 0   | 2       | 1      | 3      |
| 6         | Russia      | 0   | 1       | 0      | 1      |